# Flugplatzbezugspunkt

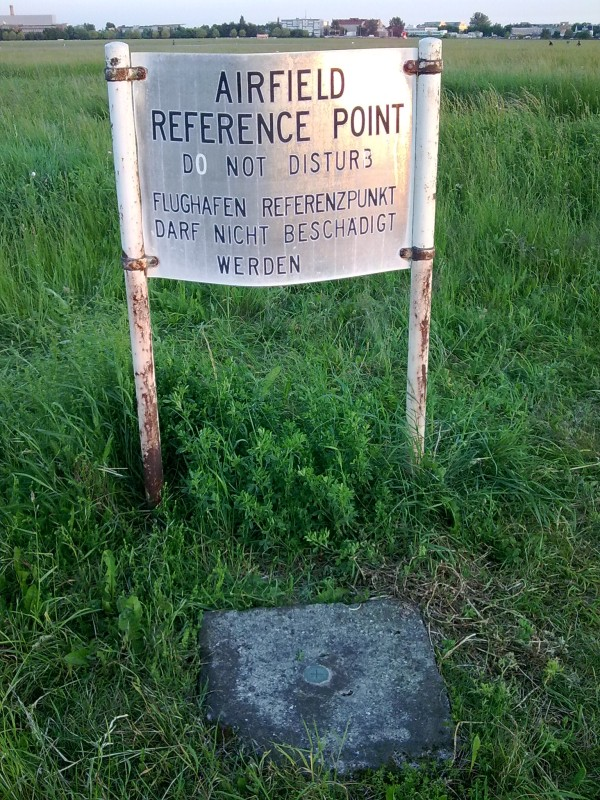
Flughafenbezugspunkt des Berliner Flughafens Tempelhof

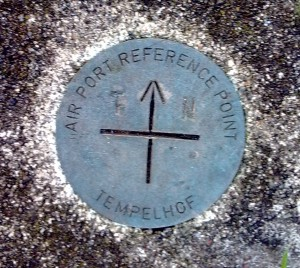
Flughafenbezugspunkt des Berliner Flughafens Tempelhof

Der Flugplatzbezugspunkt (engl. aerodrome reference point, ARP) ist ein luftrechtlich genehmigter Punkt auf dem Gelände eines Flugplatzes, der für alle Positions- und Höhenangaben auf dem Gelände des Flugplatzes und seiner Umgebung maßgeblich ist. Seine Koordinaten werden in Längen- und Breitengraden sowie der Höhe über dem Meeresspiegel angegeben.
Der Flugplatzbezugspunkt soll in der Mitte des Systems der Start- und Landebahnen liegen. Da der Bauschutzbereich (§ 12 oder § 17 LuftVG) an dem Flugplatzbezugspunkt hängt, wird bei nachträglichen Veränderungen am Start- und Landebahnsystem nicht sehr gerne von dem alten ARP abgewichen. Falls er verschoben werden muss, sind aufgrund des Bauschutzbereiches immer die Rechte Dritter betroffen und somit ist eine Klagemöglichkeit gegeben. Da der Flugplatzbezugspunkt den Mittelpunkt des Bauschutzbereiches darstellt, ist die Höhe des ARPs so zu wählen, dass er mindestens den tiefsten Punkt des Start- und Landebahnsystems erreicht. In Frankfurt zum Beispiel liegt der ARP einige Meter unterhalb des Bahnsystems. Dadurch werden deutlich mehr Hindernisse im Nahbereich des Flugplatzes erfasst. Den ARP mit seiner Höhe legt in Zusammenarbeit mit der Deutschen Flugsicherung die jeweils zuständige Landesluftfahrtbehörde fest.
- Beispiel: der Flughafen Frankfurt hat den Bezugspunkt 50 02, 00 N / 08 34, 23 E, also 50 Grad, 2 Minuten, 0 Sekunden nördlicher Breite und 8 Grad, 34 Minuten und 23 Sekunden östlicher Länge.

- Beispiel: der inzwischen stillgelegte Berliner Flughafen Tempelhof hat den Bezugspunkt 52 28, 25 N / 13 24, 06 E, also 52 Grad, 28 Minuten, 25 Sekunden nördlicher Breite und 13 Grad, 24 Minuten und 6 Sekunden östlicher Länge.